# Vysokorychlostní trať Chajnanský okruh – západní úsek
Vysokorychlostní trať Chajnanský okruh – západní úsek (čínsky v českém přepisu chaj-nan chuan-tao kao-tchie sien si tuan, pchin-jinem Hǎinán huándǎo gāotiě xiàn xī duàn, znaky zjednodušené 海南环岛高铁线西段), také zvaná VRT Chajnanský západní okruh (čínsky v českém přepisu chaj-nan si chuan kao-su tchie-lu, pchin-jinem Hǎinán xī huán gāosù tiělù, znaky zjednodušené 海南西环高速铁路) je dvoukolejná elektrifikovaná vysokorychlostní trať v Číně na západním pobřeží ostrovní provincie Chaj-nan.
Výstavba trati začala v roce 2011 a do provozu byla trať uvedena 30. prosince 2015.
Spolu s východním úsekem trať tvoří Chajnanský okruh, okružní vysokorychlostní trať vedoucí kolem celého ostrova Chaj-nan, a je součástí vysokorychlostního železničního koridoru Pao-tchou (Jin-čchuan) – Chaj-nan.

## Historie
Výstavba trati začala v září 2011, přičemž cena celého projektu byla 27 mld. jüanů (4,23 mld. USD). 26. listopadu 2015 po trati projel první vlak v rámci zkušebního provozu. Do provozu byl západní úsek, a tedy Chajnanský okruh jako celek, uveden 30. prosince 2015.

## Trať
Celková délka trati je 344 km a je součástí 652 km dlouhého Chajnanského okruhu. Trať je navržena pro provoz při maximální rychlosti 200 km/h.
Na trati je obsluhováno 16 stanic, a to v městské prefektuře Chaj-kchou, okresech Čcheng-maj a Lin-kao, městské prefektuře Tan-čou, okresech Čchang-ťiang, Tung-fang, Le-tung a městské prefektuře San-ja.
Trať vede zhruba souběžně se starší konvenční železniční tratí Chajnanský západní okruh.

## Stanice
| #   | Název stanice                | Kilometráž | Lokace (prefektura/okres)  |
| --- | ---------------------------- | ---------- | -------------------------- |
| 1.  | Chaj-kchou 海口              | 0          | Chaj-kchou obvod Siou-jing |
| 2.  | Lao-čcheng-čen 老城镇        | 13         | Čcheng-maj                 |
| 3.  | Fu-šan-čen 福山镇            | 32         | Čcheng-maj                 |
| 4.  | Lin-kao jih 临高南           | 52         | Lin-kao                    |
| 5.  | Jin-tchan 银滩               | 81         | Tan-čou                    |
| 6.  | Paj-ma-ťing 白马井           | 110        | Tan-čou                    |
| 7.  | Chaj-tchou 海头              | 143        | Tan-čou                    |
| 8.  | Čchi-c'-wan 棋子湾           | 169        | Čchang-ťiang               |
| 9.  | Tung-fang 东方               | 200        | Tung-fang                  |
| 10. | Ťin-jüe-wan 金月湾           | 235        | Tung-fang                  |
| 11. | Ťien-feng 尖峰               | 253        | Le-tung                    |
| 12. | Chuang-liou 黄流             | 267        | Le-tung                    |
| 13. | Le-tung 乐东                 | 282        | Le-tung                    |
| 14. | Ja-čou 崖州                  | 308        | San-ja obvod Ja-čou        |
| 15. | Letiště Feng-chuang 凤凰机场 | 336        | San-ja obvod Tchien-ja     |
| 16. | San-ja 三亚                  | 345        | San-ja obvod Ťi-jang       |